# Microsciurus santanderensis
Microsciurus santanderensis là một loài động vật có vú trong họ Sóc, bộ Gặm nhấm. Loài này được Hernandez-Camacho mô tả năm 1957.